# Christian J. Meier
Christian J. Meier (* 1968) ist ein deutscher Physiker, Wissenschaftsjournalist und Schriftsteller.

## Leben
Christian J. Meier wurde nach seinem Physikstudium promoviert und arbeitet als freier Journalist u. a. für die Neue Zürcher Zeitung, die Süddeutsche Zeitung, Bild der Wissenschaft, brand eins und Technology Review. Er recherchiert und schreibt vor allem über Forschung, Technik und Digitalisierung.
Zu den Themen Nanotechnologie und Quantenphysik hat er drei allgemeinverständliche Sachbücher verfasst. Außerdem schreibt er Science-Fiction-Kurzgeschichten. Mit „K.I.: Wer das Schicksal programmiert“ hat er 2019 seinen ersten Techno-Thriller veröffentlicht.
Christian J. Meier lebt im südhessischen Groß-Umstadt.

## Werke
- Eine kurze Geschichte des Quantencomputers. Heise Zeitschriften Verlag GmbH & Co. KG, 2015, ISBN 978-3-944099-06-4
- Nano: Wie winzige Technik unser Leben verändert. Wissenschaftliche Buchgesellschaft (WBG), 2015, ISBN 978-3-8062-3186-1
- Suppenintelligenz: Die Rechenpower aus der Natur. Heise Gruppe GmbH & Co. KG, 2018, ISBN 978-3-95788-101-4
- K.I.: Wer das Schicksal programmiert. Polarise, 2019, ISBN 978-3-947619-19-1
- Der Kandidat: Sie zielen auf dein Innerstes. Polarise 2022, ISBN 978-3-947619-61-0
- Apeirophobia, Hirnkost 2024, ISBN 978-3-98857-111-3